# Френк Кипинг
Френк Кипинг (енгл. Frank Keeping; 1867. Пенингтон, Хемпшир — ?) је био британски бициклиста, који је учествовао на првим Олимпијским играма 1896 у Атини.
Кипинг се такмичио у две дисциплине. У трци на 12 сати је био једини бициклиста поред Аустријанца Адолфа Шмала, од седморице пријављених такмичара, који је завршио трку. Шмалу је припало злато, јер је извезао један круг више од Кипинга, коме је припало сребро. У трци на 333,3 метра је поделио пето место са Немцем Теодором Лојполтом и Французом Леоном Фламаном. Сва тројица су остварила резултат 27,0 s.
Кипинг је у време одржавања Игара радио у амбасади Уједињеног Краљевства у Грчкој као послужитељ. У то време се сматрало да ко год ради за новац, није аматерски спортиста. Тек након размарања његове пријаве за учешће, одобрено му је да се такмичи.